# جغدی‌واران
جغدی‌واران یا شاپرک‌واران جغدی (نام علمی: Noctuoidea) نام یک بالاخانواده از زیرراسته ناهم‌رگه‌ها است.

## پیشرفت های اخیر
مطالعات اخیر نشان می دهد که تغییر اساسی در طبقه‌بندی خانواده‌های سنتی وجود دارد. آثار اخیر در اصلاح خانواده‌های Noctuoidea توسط Kitching (1984)، Poole (1995)، Kitching و Rawlins [1998]، Speidel و همکارانشان انجام شده است.

Noctuoidea را می‌توان به دو گروه گسترده تقسیم کرد: افرادی که دارای تنش‌های پیش‌رونده‌ای هستند (Oenosandridae، Notodontidae و Doidae) و افرادی که دارای کشش چهارگانه هستند (مثل Arctiidae، Lymantriidae، Nolidae، Noctuidae).
در سال 2005 Fibiger و Lafontaine گروه چهارگانه (پیشرو) را به چندین خانواده تقسیم کردند، از جمله quadrifine، (hindwing)، Erebidae و تری‌گلیسیر است.
بر اساس شواهد به دست آمده، زیرخانواده Noctuid از درون زیرخانواده Quadrifine گرفته شده است.